# Cyrus Jones
(en) Statistiques sur pro-football-reference
Cyrus Jones (né le 29 novembre 1993 à Baltimore, Maryland) est un joueur américain de football américain évoluant au poste de cornerback. Sélectionné en 60e position au deuxième tour de la draft 2016 de la NFL par les Patriots de la Nouvelle-Angleterre, il remporte dès sa première année en National Football League le Super Bowl LI.

## Biographie

### Carrière universitaire
Cyrus Jones joue pour les Crimson Tide de l'Alabama de 2012 à 2015. Il est désigné meilleur joueur défensif du Cotton Bowl Classic 2015 qu'Alabama remporte sur le score de 38 à 0. 

### Carrière professionnelle
Cyrus Jones est sélectionné au deuxième tour de la draft 2016 de la NFL par les Patriots de la Nouvelle-Angleterre au 60e choix. En difficulté en retour de coup de pied au cours de la saison 2016 de la NFL, il a un faible rôle dans la victoire des Patriots au Super Bowl LI. Au début de la saison 2017, à la suite de l'arrivée de Stephon Gilmore, Cyrus Jones change du numéro 24 au numéro de maillot 41 afin de laisser le 24 à son nouveau coéquipier. Lors de la dernière rencontre de la pré-saison, le joueur se blesse au genou, une blessure qui le contraint à manquer toute la saison 2017.

## Palmarès
- Vainqueur du Super Bowl LI avec les Patriots de la Nouvelle-Angleterre